# Teddy (perro)
Teddy the Dog o Keystone Teddy (1910/11 – 17 de mayo de 1925) fue el actor canino más famoso asociado a los estudios de Mack Sennett. El gran danés fue uno de los tres únicos actores del estudio (junto con Mabel Normand y Roscoe Arbuckle) cuyo nombre apareció en el título de una película (Teddy at the Throttle). Trabajó principalmente en películas cómicas de Sennett, pero también apareció en películas dramáticas como Stella Maris (1918), The Strangers' Banquet (1922) y A Boy of Flanders (1924).: 549 
Según los equipos de rodaje y los compañeros de reparto, Teddy se comportaba en el set tan profesionalmente como cualquier actor humano. Se le atribuye  haber aparecido en al menos 60 películas, casi todas ellas cortometrajes, entre 1915 y 1924.
Su propietario era Joseph E. Simkins y fue entrenado por él, Teddy pesaba 145 libras y medía 42 pulgadas.: 76, 549  Murió el 17 de mayo de 1925 a los 14 años en la casa de Simkins en Hollywood.

## Filmografía seleccionada

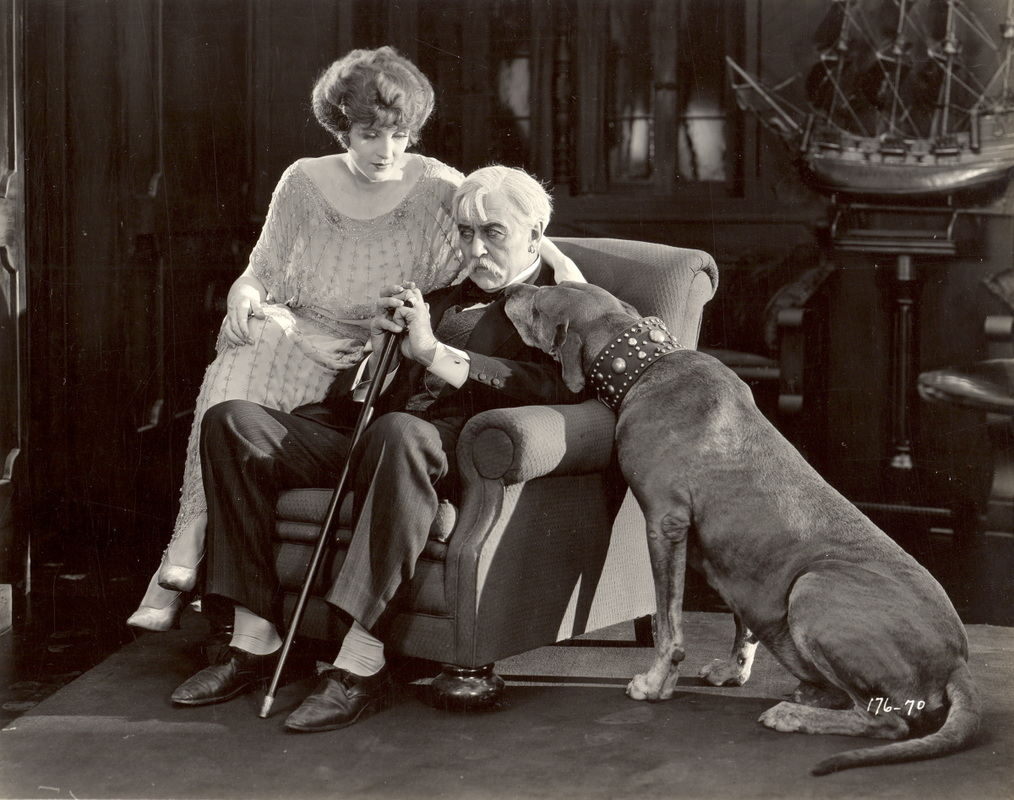
Claire Windsor, Hobart Bosworth y Teddy in The Strangers' Banquet de Marshall Neilan (1922)

| Año  | Título                                 | Notas |
| ---- | -------------------------------------- | ----- |
| 1916 | The Road Agent                         | : 343 |
| 1916 | The Feathered Nest                     | : 335 |
| 1917 | The Nick of Time Baby                  | : 337 |
| 1917 | Teddy at the Throttle                  | : 338 |
| 1917 | The Betrayal of Maggie                 | : 340 |
| 1917 | A Dog Catcher's Love                   | : 340 |
| 1917 | The Sultan's Wife                      | : 342 |
| 1917 | A Bedroom Blunder                      | : 348 |
| 1917 | Roping Her Romeo                       | : 349 |
| 1917 | Are Waitresses Safe?                   | : 350 |
| 1918 | Stella Maris                           | : 549 |
| 1918 | It Pays to Exercise                    | : 351 |
| 1918 | Those Athletic Girls                   | : 352 |
| 1918 | Friend Husband                         | : 352 |
| 1918 | His Smothered Love                     | : 353 |
| 1918 | The Battle Royal                       | : 353 |
| 1918 | Her Screen Idol                        | : 353 |
| 1918 | Her Blighted Love                      | : 354 |
| 1918 | Whose Little Wife Are You?             | : 354 |
| 1918 | Her First Mistake                      | : 355 |
| 1919 | Rip & Stitch, Tailors                  | : 356 |
| 1919 | Reilly's Wash Day                      | : 357 |
| 1919 | The Little Widow                       | : 358 |
| 1919 | Trying to Get Along                    | : 360 |
| 1919 | Treating 'em Rough                     | : 361 |
| 1919 | Uncle Tom Without the Cabin            | : 361 |
| 1919 | Back to the Kitchen                    | : 361 |
| 1920 | The Star Boarder                       | : 364 |
| 1920 | Down on the Farm                       | : 462 |
| 1920 | Fresh from the City                    | : 364 |
| 1920 | Let 'er Go!                            | : 365 |
| 1920 | Great Scott!                           | : 365 |
| 1920 | It's a Boy!                            | : 365 |
| 1920 | My Goodness                            | : 365 |
| 1921 | A Fireside Brewer                      | : 366 |
| 1921 | Dabbling in Art                        | : 367 |
| 1921 | On a Summer's Day                      | : 367 |
| 1921 | The Unhappy Finish                     | : 368 |
| 1921 | Made in the Kitchen                    | : 369 |
| 1922 | The Duck Hunter                        | : 371 |
| 1922 | Step Forward                           | : 372 |
| 1922 | Ma and Pa                              | : 374 |
| 1922 | Bow Wow                                | : 375 |
| 1922 | The Strangers' Banquet                 | : 549 |
| 1923 | Where's My Wandering Boy This Evening? | : 378 |
| 1923 | Pitfalls of a Big City                 | : 378 |
| 1923 | Skylarking                             | : 378 |
| 1923 | Asleep at the Switch                   | : 378 |
| 1923 | The Extra Girl                         | : 466 |
| 1924 | A Boy of Flanders                      | : 549 |
| 1924 | The Hollywood Kid                      | : 383 |